# Joana d'Evreux
Joana d'Evreux (1310 - Brie, 4 de març de 1371) fou reina consort de França i Navarra (1325-1328).

## Família
Filla del comte Lluís d'Evreux i Margarida d'Artois. Era neta per línia paterna del rei Felip III de França i Maria de Brabant, i per línia materna de Felip d'Artois i Blanca de Bretanya. Fou germana del rei Felip III de Navarra. Es casà a Brie el 5 de juliol de 1325 amb el rei Carles IV de França, sent la tercera esposa d'aquest. D'aquesta unió nasqueren:
- la princesa Joana de França (1326-1327)
- la princesa Maria de França (1327-1341)
- la princesa Blanca de França (1327-1392), casada el 1344 amb el duc d'Orleans Felip d'Orleans

Fou coronada reina l'11 de maig de 1326 a la Capella Santa de París.
El 1326 va donar llum a una filla, que visqué tan sols un any. L'any següent portà al món una nova filla. De nou embarassada a la mort del rei, l'1 de febrer de 1328, es va prolongar així incertitud sobre la successió masculina del regne. Finalment donà llum una nova filla. Amb la Llei Sàlica imperant al Regne aquests naixements comportaran la fi de la branca principal i directa de la Dinastia Capet per iniciar així la Dinastia Valois.
Joana d'Evreux morí a Brie el 1371 i fou enterrada al costat del seu marit a la Catedral de Saint-Denis a París.
El llibre d'hores de Joana d'Evreux, fet per Jean Pucelle i conservat al Museu The Cloisters de Nova York, és una de les obres mestres de la miniatura medieval.